# Eugenio Montero Ríos
Pour les articles homonymes, voir Montero (homonymie).
Eugenio Montero Ríos, né le 13 novembre 1832 à Saint-Jacques-de-Compostelle et mort le 12 mai 1914 à Madrid, est un juriste et homme d'État libéral espagnol, ministre de la Grâce et de la Justice sous Amédée Ier, puis ministre de l'Équipement et président du conseil des ministres d'Espagne durant la régence de Marie-Christine d'Autriche.

## Biographie

### Jeunesse
Il commence des études au séminaire de Saint-Jacques, mais abandonne par manque de vocation. Il étudie ensuite le droit à l'université de Saint-Jacques et obtient une chaire de droit canonique (discipline ecclésiastique) à l'université d'Oviedo (1859), à son université d'origine en 1860 puis en 1864 à l'université complutense de Madrid. Il fonde le périodique progressiste La Opinión Pública, porte-parole d'Antonio Romero Ortiz, l'un des participants au soulèvement du commandant Solís à Lugo.

### Sexennat démocratique
C'est par le Parti progressiste de Juan Prim qu'il fait son entrée en politique. Après la Révolution de 1868, il est député progressiste aux Cortes constituantes de 1869 pour la province de Pontevedra et participe en 1870 au gouvernement de Juan Prim comme ministre de la Grâce et de la Justice. Partisan de la séparation de l’Église et de l’État, il introduit d'importantes nouveautés le mariage civil ainsi qu'une nouvelle loi sur l'état civil. 
Il est l'un des plus grands défenseurs d'Amédée Ier, sous lequel il occupe deux nouvelles fois le portefeuille de la Justice, étant à l'initiative de mesures visant à favoriser la laïcité. Après le renoncement du roi en 1873, il accompagne ce dernier à Lisbonne.
En 1873 il participe à la fondation du Parti républicain-démocrate de Cristino Martos et en 1877 à la création de l'Institution libre d'enseignement, dont il est recteur en 1877.

### À la Restauration
Au début de la Restauration bourbonienne, il oscille entre le républicanisme et le libéralisme. Mais incapable de mettre en place un parti libéral capable de rivaliser avec celui de Práxedes Mateo Sagasta, il finit par s'unir à sa cause au sein du Parti libéral fusionniste. Il est ministre de l'Équipement en 1885 et ministre de la Justice en 1892 ; en 1898 il est le président de la délégation espagnole qui négocie le Traité de Paris qui marque la fin de la guerre hispano-américaine et la perte des dernières colonies.
Après la mort de Sagasta en 1903, il lui succède de façon provisoire et prend la tête, avec José Canalejas et Antonio Aguilar y Correa, de la fraction la plus progressiste du parti, opposée aux centristes modérés de Segismundo Moret.

### Présidence du gouvernement
Il est nommé président du gouvernement en 1905 mais démissionne dès le 1er décembre de cette même année face au refus du roi Alphonse XIII de punir les militaires responsables de la mise-à-sac des locaux du périodique satirique ¡Cu-Cut!. Il est remplacé par Moret, lequel s'empresse de promulguer la Loi de Juridictions (Ley de Jurisdicciones), loi de circonstance visant à dédouaner les militaires responsables du saccage.
Il meurt à Madrid le 12 mai 1914. Il est enterré dans l'Église Notre-Dame des Placeres, dont il était le bienfaiteur, à Pontevedra. Dans son testament il renonce aux décorations obtenues de la Couronne. 

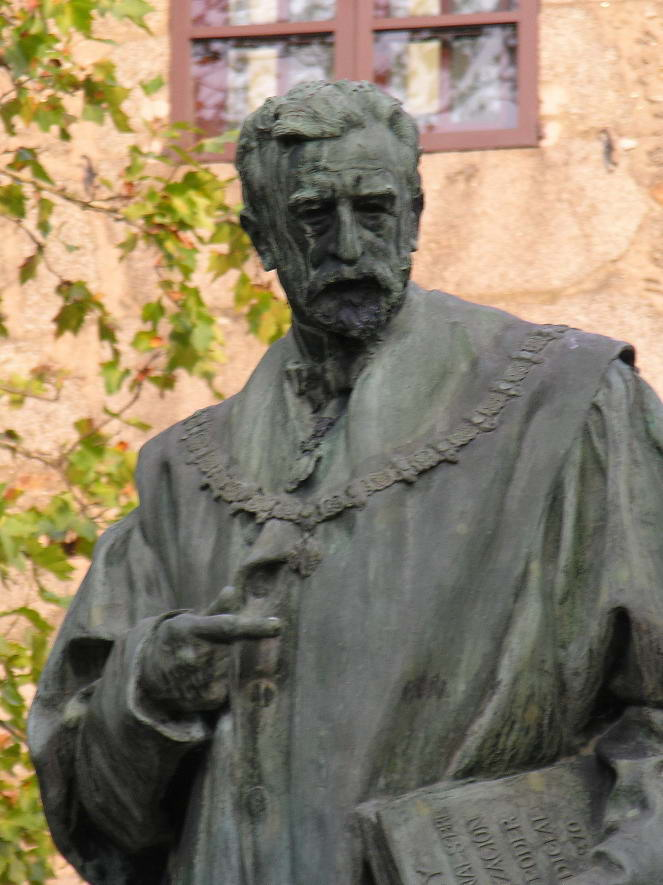
Montero Ríos. Plaza de Mazarelos, Saint-Jacques-de-Compostelle.

## Idéologie
Montero Ríos est l'une des figures caractéristiques du politique libéral soutenu par le système du caciquisme, dominant en Galice au cours de la Restauration. Il était à la tête d'un large réseau familial et politique constitué de ses gendres (Benito Calderón Ozores, Manuel García Prieto), ses fils (Eugenio et Andrés Avelino Montero Villegas) avec des ramifications dans quatre provinces. Au début du XXe siècle Monteros Ríos rassemble autour de lui la plus grande partie des intérêts de la Galice tout entière. Son domicile à Lourizán (province de Pontevedra) est fréquenté par des hommes politiques, des journalistes et autres célébrités.

## Œuvre
En 1855 il publie 1855, à Saint-Jacques, Memoria sobre el origen y relaciones de la Economía Política (« Mémoire sur l'origine et les relations de l'économie politique ») ; de retour à Oviedo il scandalise les secteurs modérés locaux en publiant Ultramontanismo y cismontanismo en la historia y en la ciencia. Son œuvre écrite s'étend de la presse à la haute culture académique en passant par le folklore.
Son œuvre juridique et parlementaire est dense et variée. Membre de la Real Academia de la Historia et de celle de Ciencias Morales y Políticas, Il est à l'initiative de la Loi organique du pouvoir judiciaire. Il collabore dans la Revista General de Legislación y Jurisprudencia (Revue générale de législation et jurisprudence) sur des thèmes liés à l'administration judiciaire et les tribunaux de district.
Son premier biographe d'importance est son gendre García Prieto, dans un discours prononcé devant la Real Academia de Jurisprudencia y Legislación en 1930. Juan del Arco est également l'auteur d'une notice sur sa vie et son œuvre dans le dixième tome de Los presidentes del Consejo de la Monarquía Española, couvrant la période 1874-1931 et publié en 1947. L'entrée très complète de la Gran Enciclopedia Gallega (1947) est l'œuvre de José Antonio Durán, qui l'évoque également dans son livre Crónicas-4.